# 2022年克雷門丘克導彈襲擊

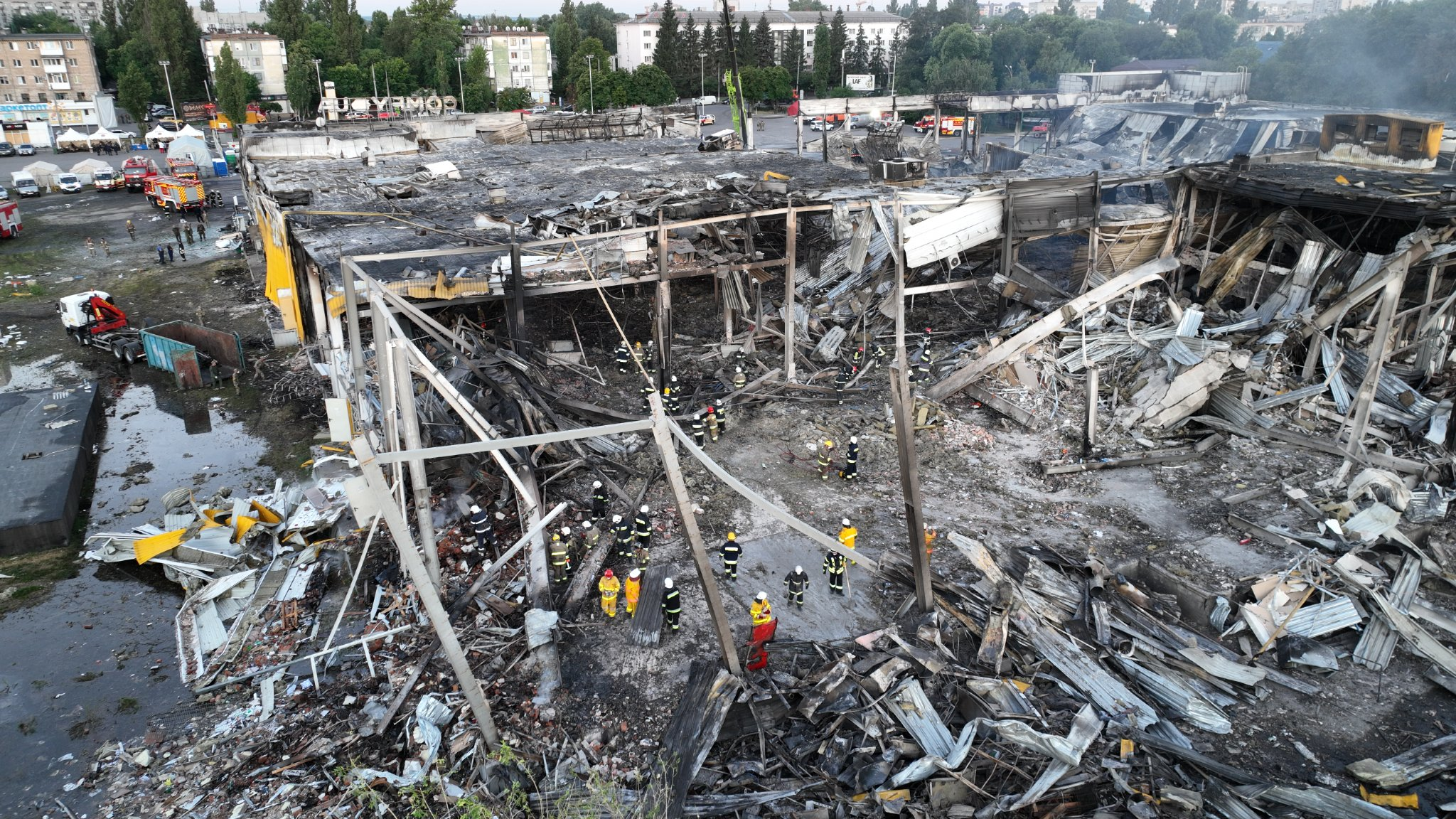
建筑的废墟

2022年6月27日，在俄羅斯全面入侵烏克蘭期间，俄罗斯军队向乌克兰波尔塔瓦州克雷門丘克市中心发射了两枚Kh22导弹，击中了Amstor购物中心和克雷門丘克公路機械廠（Kredmash），引发大火。袭击造成20人死亡，56人受伤。俄罗斯媒体对这次袭击的报道相互矛盾。

## 背景
自2月份俄罗斯向乌克兰派遣地面部队，这次的襲擊是克雷門丘克的第五次。此次袭击造成了大量的人员伤亡，之前的几次袭击分别发生於4月2日、24日和5月12日、18日，但都遠遠不及此次的規模之大。
克雷門丘克是乌克兰一座重要的工业城市，拥有21.7万人口和乌克兰最大的炼油厂。被导弹击中的购物中心和公路机械厂位于这座城市的市中心。

## 袭击
据乌克兰总统弗拉基米尔·泽连斯基表示，袭击发生时，商场内有1,000多人。商场内的一名员工告诉记者，许多人觉得他们在商场内很安全，因为他们不是易遭俄军袭击的危险之地，而且远离前线。一位购物者也发表了类似的评论，他对商场成为袭击目标表示震惊，称商场是有妇女和儿童的安全场所。
根据乌克兰武装部队的说法，这次袭击是从俄羅斯卡卢加州Shaykovka空军基地起飞的俄罗斯圖-22M轟炸機发射的Kh-22导弹进行的，导弹在库尔斯克地区的上空发射.。据乌克兰媒体报道，这些导弹属于第22近卫重型轰炸机航空师的第52重型轰炸机航空团，由奧列格·季莫申上校指挥。乌克兰内政部长傑尼斯·莫納斯特爾斯基表示，导弹击中了购物中心的远端。由此引发的火灾面积超过1万平方米，多达115名消防员和20台消防设备参与了灭火工作。
第二枚导弹击中了位于商场以北约300米的克雷門丘克公路机械厂。该公路机械厂曾在2014年参与了装甲运兵车（BTR-70）的维修工作 。
俄罗斯国防部后来正式承认对这次袭击负责，说其袭击了附近工厂的一个武器库，弹药的引爆导致火势蔓延到购物中心。

## 伤亡情况
波尔塔瓦州州长德米特羅·卢宁表示，空袭造成20人死亡，以及56人受伤。

## 各方反应
空袭发生时，七大工業國組織在德国召开峰会，随即G7国家发表联合声明斥责俄罗斯方面犯下战争罪，并表示将团结在乌克兰一边，为无辜的平民祈祷。
美国国务卿布林肯表示这是一次“战争暴行”，他称全世界都为俄罗斯袭击平民的行为感到震惊。英国首相约翰逊称这次袭击是“残忍以及野蛮”的，同时表达对乌克兰的支持。
乌克兰外交部部长德米特罗·库列巴在推特上称俄罗斯的袭击是“人类的耻辱”，俄罗斯将会面对乌克兰更猛烈的炮火、以及来自欧盟和美国的国际制裁。乌克兰总统弗拉基米尔·泽连斯基称俄罗斯是恐怖主义国家，俄罗斯总统普京“已经成为恐怖分子”。

### 在俄罗斯的报道和反应
袭击发生当天，俄罗斯电视台没有进行报道，直到俄罗斯国防部确认袭击的发生。亲俄的Telegram频道散布了关于导弹袭击的多种相互矛盾的说法，包括声称导弹瞄准了商场附近的一家汽车厂、商场被用作军事装备仓库、商场被用作烏克蘭國土防禦部隊的基地，以及导弹袭击是乌克兰使用“罐装尸体”的挑衅等。
在袭击发生后的第二天，俄罗斯当局和国家控制的媒体就袭击事件发表了一些相互矛盾的声明，包括声称袭击是“假的”，並指乌克兰人轰炸了自己的商场。俄罗斯国防部发言人伊戈尔·科纳申科夫表示：“俄罗斯航空航天部队用精确武器对波尔塔瓦附近的克雷門丘克的美国和欧盟武器弹药库进行了打击”。 他还说“储存的西方武器弹药被引爆，导致工厂旁边的一个无法运作的购物中心发生火灾”。这些说法已经被BBC和其他媒体揭穿，如BBC报道指出俄方声称购物中心“无法运作”，但一名经常在此购物的妇女告诉BBC，该购物中心一直“持续开放”，她的家人每周至少到访一次，一段在袭击前一天拍摄的YouTube视频，也显示超市照常营业；俄方声称是对武器库的轰炸蔓延至购物中心，但闭路电视录像显示一枚导弹击中了商场的东侧，且这家工厂和商场距离约300米，中间还有草地和铁轨，不可能是弹药殉爆波及到商场。

## 后续

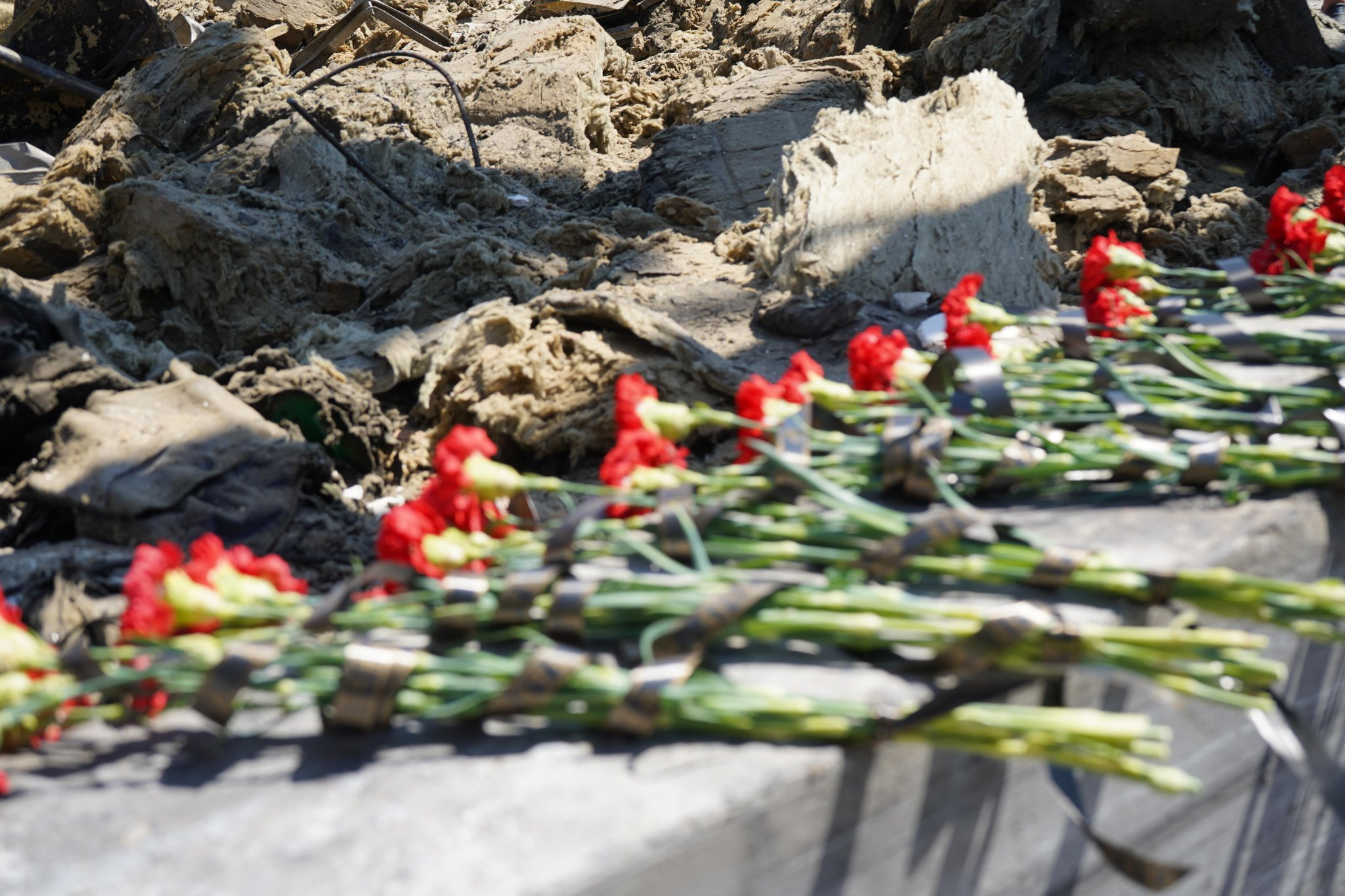
纪念碑前的鲜花

对死者和伤者的纪念碑在袭击发生后快速建立。当地居民赠出花，蜡烛等物品，也有人祈祷或等待关于失踪者的消息。